# 後藤浩二朗
後藤 浩二朗（ごとう こうじろう）は、日本の馬術家。バルセロナオリンピック総合馬術競技代表。アジア大会総合馬術、団体金メダリスト、個人銅メダリスト。
- ゴトウワークス代表
- エルメスジャポン㈱馬具テクニカルアドバイザー/サドルエキスパート

## 経歴
東京都出身
祖父　銀作より馬術家として3代目。 誕生の半年前に東京より空気のきれいな横浜に移り、そこで育つが高校、大学時は馬術部（日本大学）のある藤沢で過ごす。
1962年2月、前東京都馬術連盟名誉会長・後藤博司の次男として誕生。
1977年4月、日本大学付属藤沢高等学校入学　同馬術部入部。
1980年4月、日本大学経済学部経済学科入学　同体育会馬術部入部。
1977年〜1980年、第1期　JEF総合馬術部門ジュニア強化選手指定を受ける。
1982年〜1986年、JEF総合馬術部門ナショナルチームにメンバーの指定を受ける。
1982年、最年少でインド ニューデリーで開催されたアジア大会総合馬術競技にてガンジー首相より銀メダルを受理。
1984年、日本大学経済学部卒業後、米国ヴァージニア州の Karen O’connor選手に師事。その後、英国、ニュージーランドにて海外馬術研修。
1985年、祖父の創業した後藤鉄工所勤務の傍ら、日本大学馬術コーチとして後進の指導。
1986年、アジアオリンピック大会ソウル会場にて、日本悲願の団体初優勝　個人3位。
1991年〜1999年、フランス ル･マンを本拠地として選手兼指導者として活動。ソウルオリンピック仏国チームのMr.Laurent Bousquetに師事。Bousquetから馬・馬術の考え方から生き方まで、人生に多大な影響を受ける。
1991年、国際総合馬術競技CCI PAU フランスに於いて戦後の欧州国際大会では日本人初の個人2位入賞。
1992年、バルセロナオリンピック総合馬術競技に携行馬ルタリックとともに出場、個人成績36位、団体成績は日本の五輪参加史上初の7位入賞となった。
1993年、国際総合馬術競技CCI LUMMENベルギーに於いて日本人として個人初優勝。センターポールに日章旗を上げる。
1993年〜1995年、JOC日本オリンピック委員会 スポーツ指導者在外研修員として活動。
1995年、日本国初欧州開催の国際総合馬術大会CCIヴィッテルにて団体優勝。
1998年、「日本におけるフランス年」としてお台場で開催された日仏友好親善交流「フランス祭り」の「馬とポニーの部門」の製作と進行を担当し好評を得る。
1999年、日本人として初めてフランスでポニーのスペシャリストの資格を取得。12月、フランスより13頭のシェットランドポニーを連れて帰国。
2000年1月、山梨国際乗馬クラブ技術顧問として日本で初めて本格的なポニープログラムの指導開始。
7月、NPO地域福祉研究会「ゆきわりそう」の障がい者乗馬技術講師に就任。
10月、「動物ふれあいフェスティバル」にてポニーブース担当　於) お台場。
2001年6月、エルメスジャポン株式会社の馬具テクニカルアドバイザーに就任。
10月、群馬県松井田町にNPO地域福祉研究会「ゆきわりそう」が主催する乗馬施設ハローヒポアンジュの設立に携わり、初代所長を務める。
2002年9月、「ハローヒポアンジュ」を「ハローヒポ」と改め同所の顧問に就任。同月、赤城乗馬学校技術顧問としてポニープログラム指導開始。
2005年、KHTプランニング「KHTライディングスクエア」の馬術主任に就任。
富澤香代子が亡き一人息子富澤宏介選手の功績の記念施設としてブルーベリーヒル内（千葉県勝浦市）に乗馬施設を開設。
2006年6月、富澤香代子の急逝により同施設を退任。相談役に就任。
2007年4月、ジャパンホースマンアカデミー　馬術部門講師に就任。
2008年2月、ジャパンホースマンアカデミー解散のため退任。
8月、エクウスライディングファーム（相模原市）にてポニープログラム指導開始。
2009年10月、TBS オールスター感謝祭「ポニー競馬」にポニー9頭と共に出演。
2011年3月、エクウスライディングファーム退任。
4月、児童専門ポニースクール　プティパレ開校（小田原市鴨宮）の校長に就任。
10月、総合馬術競技トレーニングおよび競技 パトリック・ガルウ著書監修出版：恒星社厚生閣
2012年3月、NPO地域福祉研究会「ゆきわりそう」乗馬教室顧問を退任。
8月、児童専門ポニースクール プティパレを退職。
9月、宝馬乗馬学校・アニマルベジティションカレッジ副校長に就任。
2018年5月13日、　RDA総会をもって理事退任。
2021年11月　宝馬乗馬学校・アニマルベジティションカレッジ退職。
2023年3月　千葉県馬術協会理事退任。
2023年3月　絵本「犬と馬の物語」Instagramにて連載中。

## おもな競技成績
- 1997年〜1979年 - 東日本馬術大会　高校生障害 3年連続優勝　レコード記録
- 1980年 - 第１回　全日本総合馬術ジュニア選手権　優勝
- 1982年 - アジア大会（インド） 総合馬術競技　団体2位
- 1983年 - 全日本学生馬場馬術賞典　優勝、全日本総合馬術選手権　優勝
- 1986年 - アジアオリンピック大会ソウルにて団体優勝　個人3位
- 1991年 - 国際総合馬術競技CCI PAU フランスに於いて戦後の欧州での国際総合馬術競技会での日本人として初めて個人2位入賞
- 1992年 - バルセロナオリンピック　総合馬術競技　36位　戦後初団体7位入賞
- 1993年 - 国際総合馬術競技CCI LUMMEN ベルギーに於いて日本人として個人初優勝
- 1995年 - 国際総合馬術大会CCI ヴィッテル（フランス）団体優勝　欧州開催では日本国初

## 資格
- フランス青年スポーツ省公認 林間学校指導員
- フランス青年スポーツ省公認 ポニー指導員(BAP)
- フランス青年スポーツ省公認 １erカテゴリー騎乗者
- フランス青年スポーツ省公認 ポニーゲーム指導員・審査員
- ジェラード生産牧場公認 　　馬･ポニー生産育成課程修了
- 文部科学省公認   日本体育協会公認コーチ
- 日本馬術連盟JEF会員 　 　139番
- 日本馬術連盟JEF公認 　 　 認定指導員
- 日本馬術連盟JEF公認  審判員1級　障害・馬場・総合
- 日本馬術連盟JEF公認  元障害馬術コースデザイナー1級
- 日本馬術連盟JEF公認  A級騎乗者
- 日本古式弓馬術協会  　練士（流鏑馬武田流鎌倉派）
- 国際赤十字公認   救急士
- 東京都消防庁   　甲種防火管理者
- 国際馬術連盟IEF公認  （障害）元審判員
- 国際馬術連盟IEF公認  （馬場）元審判員
- 国際馬術連盟IEF公認  （総合）元技術代表員
- 国際馬術連盟IEF公認  （総合）元コースデザイナー員